# Rainer Wulff

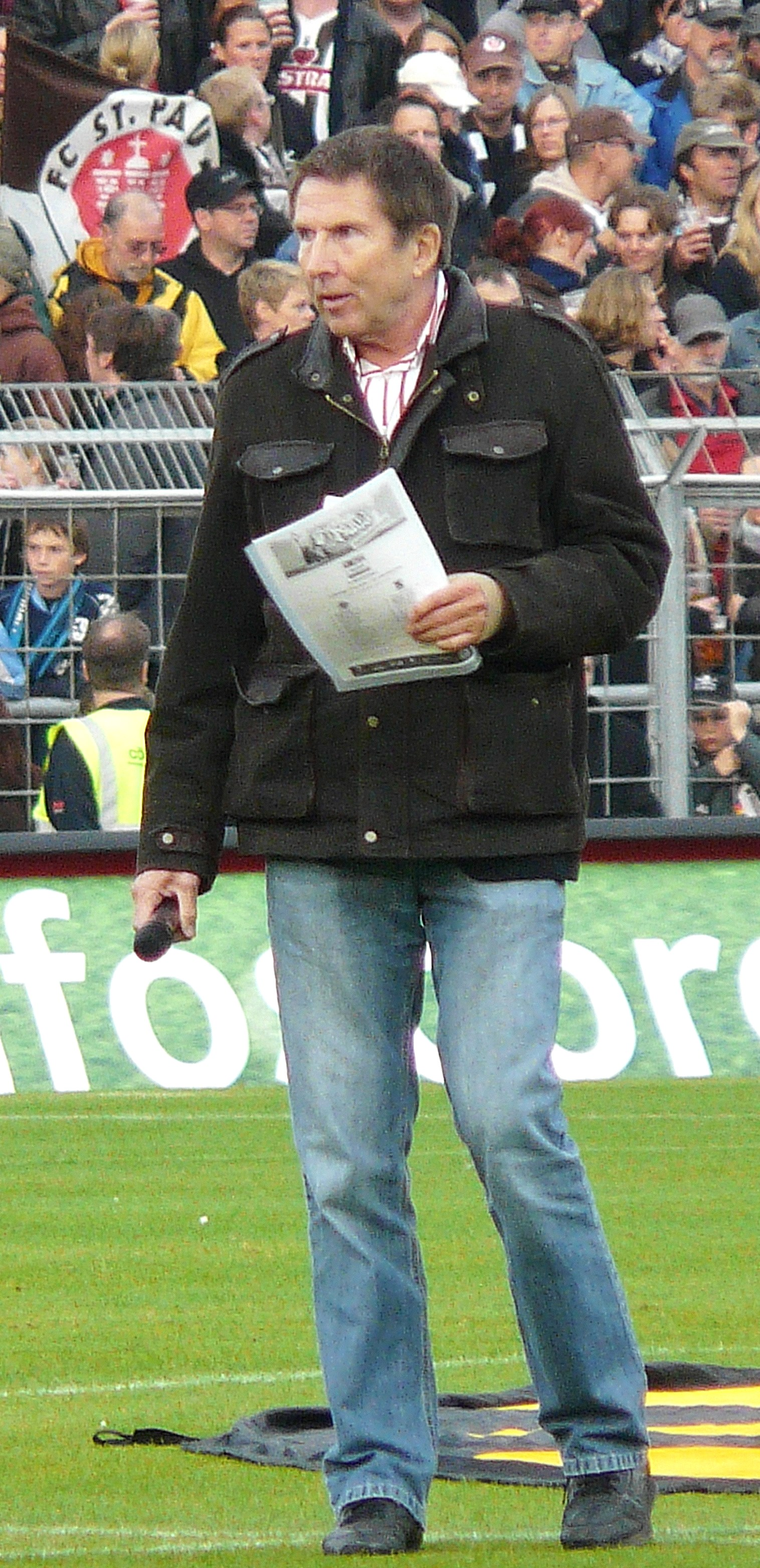
Rainer Wulff 2009 als Stadionsprecher des FC St. Pauli

Rainer Wulff (* 8. Februar 1943 in Hamburg; † 11. Mai 2022 ebenda) war ein deutscher Journalist und Autor satirischer Texte. Zudem war er Stadionsprecher beim FC St. Pauli.

## Leben und Wirken
Rainer Wulff war 37 Jahre lang für den Norddeutschen Rundfunk (NDR) tätig, zuletzt als Chef vom Dienst. Schon während seines Studiums (Fächer: Deutsch und Geschichte) arbeitete Wulff als Reporter im Kieler Landesstudio und war Mitglied der Landespressekonferenz. Außerdem war er Korrespondent und freier Mitarbeiter diverser Zeitungen (u. a. Frankfurter Rundschau). 1972 wurde er vom NDR als Redakteur angestellt. In jenem Jahr erlebte er die Olympischen Spiele in Deutschland als Hörfunk-Reporter. Wenig später machte er Talkshows in Deutschlands Medienlandschaft publik: Wulff war Gastgeber der ersten öffentlichen Radio-Talkshow, die im NDR viele Jahre regelmäßig aus Kiel und Hamburg übertragen wurde.
Wulff konnte sich in dieser Zeit vor allem als Berichterstatter und Kommentator des Zeitgeschehens profilieren, u. a. auch in den tagesaktuellen Sendungen der NDR-Hauptabteilung Politik wie Kurier am Mittag oder Das Echo des Tages. Er gehörte aber auch zum Team der Sendereihe 5 Uhr-Club, die mit der Mischung von Rock- und Pop-Musik sowie Beiträgen über Politik, Schule, Ausbildung und Jugendkultur vor allem bei jungen Leuten schon bald Kultstatus erlangte.
1978 verlegte Wulff seinen Dienstsitz nach Hamburg, wo er zunächst im Jugendfunk, ab 1981 dann als Leiter der NDR-Magazinredaktion (Hauptabteilung Unterhaltung) tätig war, u. a. verantwortlich für tägliche Magazinsendungen und zusätzlich für Organisation und Moderation von live übertragenen Großveranstaltungen (z. B. der jährlichen NDR 2-Silvesterpartys mit bis zu 20.000 Besuchern).
1989 begann ein neues Kapitel: Wulff wechselte zum Kulturprogramm (NDR 3, heute: NDR Kultur) und wurde dort bald schon Chef vom Dienst. Außerdem leitete er die Opernredaktion. 1991 gründete er die Reihe Start, Liveübertragungen mit herausragenden jungen Künstlern aus den Musikhochschulen in Hamburg, Berlin, Lübeck, Hannover und Rostock, die er – gemeinsam mit Kerstin Janse – in 69 Folgen aus Hamburg, Lübeck, Hannover, Rostock und Berlin auch moderierte. Seine journalistischen und organisatorischen Erfahrungen gab Wulff als Dozent im Bereich Kulturmanagement an der Hochschule für Musik und Theater Hamburg weiter.
Nach der Pensionierung im Jahr 2003 stand Wulff als Moderator bei Operngalas und Gesangswettbewerben auf der Bühne, u. a. in den Staatsopern Hamburg und Hannover, der Hamburger Laeiszhalle (Musikhalle), der Kieler Oper und bei den Eutiner Festspielen. Auch als Jurymitglied ist der Stimmenkenner bei nationalen und internationalen Gesangswettbewerben (u. a. in Wien, Dresden, Frankfurt a. M. und Berlin) seit Beginn der 1990er Jahre gefragt. Er war außerdem bis Ende 2019 Leiter und Organisator des Maritim Musikpreises, eines Wettbewerbs, der seit 2000 jeweils im Dezember im Rahmen der Maritim Musikwoche in Timmendorfer Strand die besten internationalen Studierenden der Gesangsklassen der Musikhochschulen Hamburg, Lübeck und Rostock (seit 2014 auch Hannover, seit 2015 auch Bremen) mit hohen Geldpreisen und Engagements prämiert. Nach seinem Rücktritt aus Altersgründen ist die Zukunft dieses etablierten Wettbewerbs ungewiss. Wulff war in kulturellen Gremien ehrenamtlich und beratend tätig.
Mit seinen satirischen Texten präsentierte sich Rainer Wulff bei Lesungen u. a. auf Kleinkunstbühnen im norddeutschen Raum. Im November 2014 veröffentlichte er sein erstes Hörbuch beim Hamburger Label Grand Hotel van Cleef. „Trocken und immer auf den Punkt. Das Schlimmste an ‚Vom Runden Ins Eckige‘ ist eigentlich, dass es irgendwann aufhört, da es ewig so weiter gehen könnte.“ (Deepground). „Dieses Hörbuch müsste die Polizei verbieten. Es zu hören ist viel gefährlicher, als am Steuer mit dem Handy zu telefonieren. Der Hörer könnte an mancher Stelle vor lauter Lachen die Kontrolle über sein Auto verlieren.“ (Lübecker Nachrichten)
Im Februar 2022 veröffentlichte Wulff die Anthologie „Glücklich gescheitert. Best & Worst of“ mit 34 Satiren und Glossen im Eigenverlag. Sie wird über den Onlineshop des FC St. Pauli-Museums vertrieben. Das Buch entstand laut Wulffs Ehemann Torsten Statz in nur sechs Wochen. Hintergrund war das Wissen um eine Krebserkrankung Wulffs, der er im Mai 2022 schließlich erlag. „Eigentlich sollte es Gespräche über die Buchveröffentlichung mit einem Verlag geben“, schrieb Wulff im Vorwort seines Buches. Doch es kam anders: „Eine Krankheit hat mir einen Streich gespielt, und die Zeit rennt mir davon. […] Also: ganz neue Planung! Kein Buch für den Handel mit entsprechend langem Vorlauf, sondern ‚auf die Schnelle‘. […] Eine hoffentlich amüsante Lektüre in kalten Wintermonaten. Erheiternd, mal mehr, mal weniger.“
Wulffs private Leidenschaft gehörte dem FC St. Pauli, bis Mitte der 80er-Jahre zeitweise auch dem Hamburger SV. Das Hamburger Abendblatt schrieb im April 1985 über Wulff: „Beim Stichwort Freizeit fallen ihm sofort die Alster und das Volksparkstadion ein“. Spätestens mit Beginn seiner Tätigkeit als Stadionsprecher (1986) wurde der FC St. Pauli aber zur Herzensangelegenheit, wie er in einem Zeitzeugen-Interview des FC St. Pauli-Museums berichtete: „Wobei ich immer betone an dieser Stelle: Wenn ich für andere moderiert habe, habe ich Geld genommen, also vom HSV. Aber wenn ich für St. Pauli moderiert habe, dann war das natürlich immer ehrenamtlich. Weil's dann vom Herzen kam und nicht der Geldeinnahme diente.“
Er war von 1986 bis 2017 ehrenamtlich Stadionsprecher beim FC St. Pauli, die „Stimme des Millerntors“. Dabei war er „im Laufe vieler Jahre zu einer Ikone des FC St. Pauli gereift, eine anerkannte und fast schon moralische Institution des Vereins“ und hat immer laut Welt am Sonntag „seinen von Modetrends unbeeinflussten Stil bewahrt“. Weil ihm die unterschiedliche und oft falsche Aussprache von Spielernamen missfiel („eine Frage des Respekts!“), hatte Wulff seit der Spielzeit 2015/16 eine Liste kompliziert erscheinender Namen von Spielern der 1. und 2. Fußball-Bundesliga und deren korrekter Aussprache auf seine Website gestellt, zum Teil verbunden mit einer Audio-Version, die er regelmäßig aktualisierte.
Rainer Wulff wurde auf dem Friedhof Ohlsdorf in der Baumgräberanlage an der Mittelallee beigesetzt.

## Veröffentlichungen
- Rainer Wulff (mit Christoph Nagel, Thomas Nast und Liefka Würdemann): Vom Runden ins Eckige. Rainer Wulff live. Die Stimme vom Millerntor., Hörbuch, 3 CDs, Hamburg, Grand Hotel van Cleef 2014, ISBN 978-3-945576-01-4.
- Rainer Wulff: Glücklich gescheitert. Best & Worst of., Buch, Hardcover, 160 Seiten, Eigenverlag, Hamburg.